# 今夜はフィジカル
「今夜はフィジカル」（こんやはフィジカル）は、1983年12月1日に発売されたラッツ&スターの3枚目（シャネルズ時代から通算すると12枚目）のシングル。

## 解説
- 同性愛をテーマとした曲。
- アルバム『SOUL VACATION』からリカットされた。
- 本作がリリースされた2ヶ月後に、メンバーのベースの高橋進とキーボードの山崎廣明が脱退しており、10人のラッツ&スターとして最後のシングルとなった。

## 収録曲
1. 今夜はフィジカル
  - 作詞：麻生麗二、作曲・編曲：井上大輔
2. 月へはせる想い（Warping the Moon）
  - 作詞：田代マサシ、作曲：鈴木雅之、編曲：村松邦男

## カバー
今夜はフィジカル
- コニー・マック（香港の歌手）（中国語: 麥潔文） - 香港の歌手。1986年のアルバム『麥潔文』に広東語歌詞でタイトル「勁舞Dancing Queen」として収録。